# 230
Правління імператора Александра Севера у Римській імперії. У Китаї триває період трьох держав, найбільшою державою на території Індії є Кушанська імперія, у Персії править династія Сассанідів.
На території лісостепової України Черняхівська культура. У Північному Причорномор'ї готи й сармати.

## Події
- Новоутворена імперія Сассанідів поперла війною на Рим, увійшовши в Месопотамію.
- Імператор Александр Север їде на війну, встановивши свою ставку в Антіохії.
- Папою Римським стає Понтіан.

## Народились
- Гай Марк Аврелій Кар, майбутній римський імператор.

## Померли
- Урбан I, папа римський.
- Діон Кассій, історик.
- Чжун Ю